# ウクライナ東部攻勢
ウクライナ東部攻勢は、2022年ロシアによるウクライナ侵攻において、ウクライナのドンバス2州（オーブラスチ）で進行中であるルハーンシク州、ドネツィク州の攻勢である。

## 概要
セベロドネツクとアウディーイウカでも戦闘が起きている。マリウポリの戦いでは、自称クリミア共和国のロシア軍が、自称分離国家のドネツク人民共和国の民兵部隊に支援されている。

## 戦闘序列

### ロシア軍及び同盟国
ロシア軍
- ロシア陸軍
  - 第41諸兵科連合軍[39]
  - 第8諸兵科連合軍
    - 第150自動車化狙撃師団[48]

  - 第20親衛諸兵科連合軍
    - 第3自動車化狙撃師団[48][39]

  - 第90親衛戦車師団[39]
  - 232nd Rocket Artillery Brigade[39]
- ロシア航空宇宙軍
- ロシア海軍
  - ロシア海軍歩兵
    - 第810独立親衛海軍歩兵旅団[49]

  - 黒海艦隊[50]
- GRUスペツナズ[51]

 ロシア国家親衛隊
- カディロフツィ
  - North Battalion[11]

 ドネツク人民共和国軍
- スパルタ大隊[14]
- ソマリア大隊[13]
- ボストーク大隊[15]

 ルガンスク人民民兵
- プリズラーク大隊（英語版）[52]
- コサック大隊[19]

ワグネル・グループ
- シリアとリビアの傭兵[39]

### ウクライナ軍
ウクライナ軍
- ウクライナ陸軍
  - 第4独立戦車旅団[53]
  - 第10独立山岳強襲旅団[54]
  - 第17独立戦車旅団[53]
  - 第24独立機械化旅団
  - 第56独立自動車化歩兵旅団[55]
  - 第72独立機械化旅団
  - ジョージア軍団[56]
- ウクライナ海軍
  - ウクライナ海軍歩兵
- 領土防衛隊[57]
  - ウクライナ領土防衛部隊外国人軍団
    - カストゥーシュ・カリノーウスキ大隊 (Belarusian contingent)[58]
    - 自由ロシア軍団[59]

 ウクライナ国家親衛隊
- 第12特務旅団 [60]
- アゾフ大隊[61]
- ドンバス大隊

 右派セクター
- ウクライナ義勇兵隊[31]
  - 2nd Separate Battalion[31]

非正規義勇兵 (民兵)
- ウクライナのゲリラ[63]

## タイムライン

### 2月

#### 2月20日
2月20日、第二次アウディーイウカの戦いが前哨戦として勃発した。

#### 2月25日
2月25日朝、ロシア軍はドネツク人民共和国 (DPR) からマリウポリに向けて進軍し、パブロピルでウクライナ軍と対峙した。ウクライナ軍は勝利し、その過程で少なくとも20台のロシア軍戦車を破壊した。夕方、ロシア海軍はマリウポリから70km（43マイル）、アゾフ海の海岸に沿って水陸両用攻撃をし始めた。

#### 2月26日
2月26日、スタロビルスクはロシアの砲撃によって大きな被害を受けたと報告され、ロシア軍はマリウポリに対して終日砲撃を続けた。

#### 2月27日
2月27日の朝、ロシアの戦車隊がDPRからマリウポリに向かって急速に前進していることが報告されたが、ウクライナ軍によってその攻撃は阻止された。6名のロシア兵が捕虜となった。

### 4月
4月18日の夜、ゼレンスキー大統領はロシア軍がドンバス地方にて大規模な攻勢を開始したと発表した。これらはドンバスの戦いと呼称されている。
4月21日、ショイグ国防相はプーチン大統領に対してアゾフスターリ工場以外は制圧したと報告、プーチンは「ハエ一匹漏らさない」と包囲の継続を指示した。
4月22日、ロシア中央軍管区のルスタム・ミネカエフ副司令官はウクライナに対する軍事作戦第2段階の一環としてドンバスの完全掌握を計画していると述べた。